# Černá Hať
Černá Hať nebo též lidově Malá Černá Hať je malá vesnice, část obce Mladotice v severní části okresu Plzeň-sever v Plzeňském kraji. Leží šest kilometrů východně od Manětína. Katastrální území Černá Hať měří 523,07 hektaru.
Černá Hať sousedí na východě se zemědělskou usedlostí Velká Černá Hať a na jihovýchodě se vsí Strážiště. Jižně od vsi se u Čoubova mlýna do řeky Střely vlévá Manětínský potok. Ves, kterou tvoří několik usedlostí užívaných dnes k rekreaci, leží nad údolím řeky Střely v přírodním parku Horní Střela.

## Historie
Samostatně je vesnice poprvé uváděna až v roce 1838, starší zmínky se pravděpodobně vztahují k nedaleké Velké Černé Hati.

## Obyvatelstvo
Při sčítání lidu v roce 1921 zde žilo 124 obyvatel (z toho šedesát mužů) československé národnosti, kteří byli, kromě jednoho evangelíka a jednoho člověka bez vyznání, římskými katolíky. Podle sčítání lidu z roku 1930 měla vesnice 108 obyvatel: 76 Čechoslováků a dva Němce. S výjimkou jednoho evangelíka a jednoho člena církve československé se hlásili k římskokatolické církvi.
| Rok            | 1869 | 1880 | 1890 | 1900 | 1910 | 1921 | 1930 | 1950 | 1961 | 1970 | 1980 | 1991 | 2001 | 2011 | 2021 |
| -------------- | ---- | ---- | ---- | ---- | ---- | ---- | ---- | ---- | ---- | ---- | ---- | ---- | ---- | ---- | ---- |
| Počet obyvatel | 105  | 100  | 125  | 128  | 128  | 124  | 108  | 63   | 63   | 67   | 40   | 21   | 20   | 20   | 24   |
| Počet domů     | 13   | 13   | 12   | 14   | 14   | 14   | 15   | 14   | 14   | 14   | 12   | 16   | 16   | 7    | 16   |

## Obecní správa
Při sčítání lidu v letech 1869–1950 Černá Hať byla osadou obce Strážiště, se kterým patřila nejprve do okresu Kralovice, ale v roce 1950 v okrese Plasy. Od roku 1960 je částí obce Mladotice v okrese Plzeň-sever.

## Pamětihodnosti
- Barokní zámeček Černá Hať s hospodářským dvorem stojí na místě tvrze ze šestnáctého století.[9]
- Socha svatého Jana Nepomuckého[10]